# 苔斑湍蛙
苔斑湍蛙（学名：Amolops wangyufani），一种于中华人民共和国西藏自治区察隅县下察隅镇塔林村发现的两栖动物，隶属于蛙科湍蛙属。种加词取自浙江省森林资源监测中心两栖爬行类动物调查员王聿凡的名字。

## 形态特征
苔斑湍蛙体型较大，雄蛙体长68.3～69毫米，雌蛙体长83.4毫米左右。皮肤光滑，身体背面呈棕色，散布稀疏的绿色碎斑；四肢背面具有绿色窄横纹；身体腹面乳黄色，四肢腹面藕褐色，散有黄色碎斑。